# NGC 6535
NGC 6535 ist ein Kugelsternhaufen in 22.200 Lichtjahren Entfernung im Sternbild Schlange, der im New General Catalogue verzeichnet ist. 
Der Kugelsternhaufen wurde am 26. April 1852 von dem Astronomen John Russell Hind mithilfe eines 7-Zoll-Teleskops entdeckt.